# Вільям Генрі Фулк
Вільям Генрі Фулк (англ. William Henry Foulke; 12 квітня 1874, Доулі, Шропшир, Англія, Велика Британія — 1 травня 1916, Шеффілд, Південний Йоркшир) — англійський футболіст, що грав на позиції воротаря. Входить до списку «100 легенд Футбольної ліги».

## Біографія
На початку спортивної кар'єри більших успіхів мав у крикеті, виступав за команду «Дербішир Каунті». Саме крикет допоміг влаштуватися на пристойну роботу в шахті. Фулк також інколи брав участь у футбольних матчах. Став відомим завдяки публікації в «Дейлі телеграф» і за значну, на той час, суму у 20 фунтів перейшов до «Шеффілд Юнайтед», котрий проводив у першому дивізіоні лише другий сезон.
На професіональному рівні дебютував 1 вересня 1894 року, у грі з «Вест-Бромвіч Альбіоном». За перші чотири сезони не брав участі лише у трьох матчах і саме це змусило залишити клуб Артура Вортона, першого темношкірого гравця англійського чемпіонату. За свою працю отримував по три фунти на тиждень і плюс по 50 пенсів за кожну перемогу. З часом грошовий оклад збільшили до чотирьох фунтів.
29 березня 1897 року провів єдиний матч у складі національної збірної. У розіграші першості Великої Британії англійці перемогли команду Уельсу з великим рахунком — 4:0 (відзначилися Альфред Мілворд (2), Ернест Нідгем, і Стів Блумер). У складі суперників грав легендарний нападник обох манчестерських клубів Біллі Мередіт. У наступній грі англійська команда зазнала поразки від шотландців і четвертий поспіль турнір завершила на другому місці.
Чемпіонат 1897/98 років «Шеффілд Юнайтед» завершив на першій позиції, ця перемога так і залишається єдиною в історії клуба. Протягом наступних чотирьох сезонів команда тричі грала у фіналах кубка Англії і двічі здобувала перемоги: 1899 року над «Дербі Каунті» (4:1) і 1902 — над «Саутгемптоном» (1:1, 2:1). А поступилися 1901 року «Тоттенгему», котрий у той час навіть не входив до Футбольної ліги. Щоправда, після поразки від «Бері» (1:7) почалися розмови, що товстому Фолку важко ловити низові м'ячі і клуб запропонував зменшити його зарплату. Але кіпер вирішив змінити команду.
Навесні 1905 року був створений лондонський «Челсі». Керівництво клубу подало заяву для участі в південній регіональній лізі, але їм було відмовлено. Того ж року, правління загальноанглійської Футбольної ліги ухвалило рішення про збільшення кількості учасників до сорока. Новачками ліги стали «Галл Сіті», «Лейтон Орієнт», «Стокпорт Каунті», «Лідс Сіті» і, досить несподівано, «Челсі», котрий на той час не провів жодної гри. У зв'язку з цим, столична команда почала підсилювати склад. Здебільшого, новачками стали шотландські гравці, а головною «зіркою» — Біллі Фулк, якого лондонці придбали за 50 фунтів. Голкіпер відразу отримав капітанську пов'язку. 2 вересня 1905 року столичний «Челсі», у своєму першому офіційному матчі мінімально поступився «Стокпорту» (0:1), а Фолк взяв призначений у його ворота пенальті.
На час переходу до «Челсі» його вага наближалася до 150 кілограмів. Велечезні розміри, у поєднанні з запальним характером, давали змогу психологічно тиснути на форвардів команд-суперників. Менеджер Джон Робертсон вирішив підсилити ефект: біля воріт він ставив двох маленьких хлопчиків і це, візуально, збільшувало розміри воротаря. До речі, хлопчаки інколи подавали м'ячі і виявилося, що це економить час. Із «Стемфорд Бридж» ця практика поширилася по всьому футбольному світу.
Наприкінці сезону воротар залишив столичну команду, а наступний — у складі «Бредфорд Сіті», став останнім у його спортивній кар'єрі. На футбольні кошти придбав магазин і паб, де і працював разом з дружиною, решту свого життя. Помер навесні 1916 року від цирозу печінки.

## Досягнення
Чемпіонат Англії
- Переможець (1): 1898
- Віце-чемпіон (2): 1897, 1900

Кубок Англії
- Переможець (2): 1899, 1902
- Фіналіст (1): 1901

|                      |
| Вільям Фолк у центрі |

|                          |
| Кубковий фінал 1901 року |

## Статистика
| Сезон   | Команда           | Рівень  | Ліга | Кубок | Інші турніри | Всього |
| ------- | ----------------- | ------- | ---- | ----- | ------------ | ------ |
| 1894–95 | «Шеффілд Юнайтед» | Д-1     | 29   | 3     | 5            | 37     |
| 1895–96 | «Шеффілд Юнайтед» | Д-1     | 28   | 2     | 4            | 34     |
| 1896–97 | «Шеффілд Юнайтед» | Д-1     | 30   | 1     | 0            | 31     |
| 1897–98 | «Шеффілд Юнайтед» | Д-1     | 29   | 2     | 0            | 31     |
| 1898–99 | «Шеффілд Юнайтед» | Д-1     | 32   | 9     | 1            | 42     |
| 1899–00 | «Шеффілд Юнайтед» | Д-1     | 33   | 5     | 2            | 40     |
| 1900–01 | «Шеффілд Юнайтед» | Д-1     | 29   | 7     | 0            | 36     |
| 1901–02 | «Шеффілд Юнайтед» | Д-1     | 26   | 9     | 0            | 35     |
| 1902–03 | «Шеффілд Юнайтед» | Д-1     | 25   | 0     | 0            | 25     |
| 1903–04 | «Шеффілд Юнайтед» | Д-1     | 28   | 3     | 0            | 31     |
| 1904–05 | «Шеффілд Юнайтед» | Д-1     | 10   | 0     | 0            | 10     |
| 1905–06 | «Челсі»           | Д-2     | 34   | 1     | 0            | 35     |
| 1905–06 | «Бредфорд Сіті»   | Д-2     | 1    | 0     | 0            | 1      |
| 1906–07 | «Бредфорд Сіті»   | Д-2     | 21   | 2     | 0            | 23     |
| Загалом | Загалом           | Загалом | 355  | 44    | 12           | 411    |